# フェラーリ・F300
フェラーリ・F300 (Ferrari F300) は、スクーデリア・フェラーリが1998年のF1世界選手権参戦用に開発したフォーミュラ1カー。ロス・ブラウンとロリー・バーンがフェラーリ移籍後、一から設計したマシンである。1998年の開幕戦オーストラリアGPから最終戦日本GPまで実戦投入された。フェラーリとしてのコードナンバーは649。

## 概要
F300とは、Ferrari 3リッターV10エンジンから取られたが、最後の「0」については諸説あり、一説には「エンツォ・フェラーリ」の生誕100周年記念という説もある（エンツォ・フェラーリは1898年生まれ）。
1998年はレギュレーション変更により車体の横幅が狭くなった。これに合わせ、マクラーレンのMP4-13ほどではないが「セミロングホイールベース」にしてきた。
ノーズは前年のF310Bよりも更にハイノーズ化され、ローノーズのMP4-13とは対照的だった。フロントサスペンションは、ショックアブソーバーを垂直にしてトーションバースプリングを水平に配置することで、従来のコイルスプリングよりも体積を小さく、モノコックを細身にした。
Tipo 047エンジンはバンク角が従来の75度から80度に広角化・低重心化され、ギアボックスは横置きから縦置きに変更された。排気管の後方位置を制限するレギュレーションへの対応策として、第5戦スペインGPよりリアデッキ上面に排気口を配置する「上方排気システム」を採用。排気流の空力的応用と共に、排気管が短くなりエンジン出力アップに貢献する事となり、後にF1マシンデザインのスタンダードとなった。排気熱によってサスペンションやウィングが損傷する恐れがあるため、排気が当たる部分には耐熱シールを貼っている。
F300は最初から素性の優れた車でセットアップの変更にもよく反応して、小さな改良もすぐにラップタイム向上となって表れた。トラクションコントロール並みのデファレンシャル、ブレーキ、スロットル、クラッチなども徹底開発されていた。
この年から採用されたグルーブドタイヤは、マクラーレンの使用するブリヂストンが当初一歩リードしていたため、グッドイヤーは第3戦から改良型のワイド化されたフロントタイヤを投入し、それにあわせてホイールベースとトレッドが共に短縮された。
また、カラーリングについても、白い字のロゴタイプについては黒い縁と文字影が付き、高速走行時のロゴタイプの視認性を上げる技法が採用されている。

## シーズン

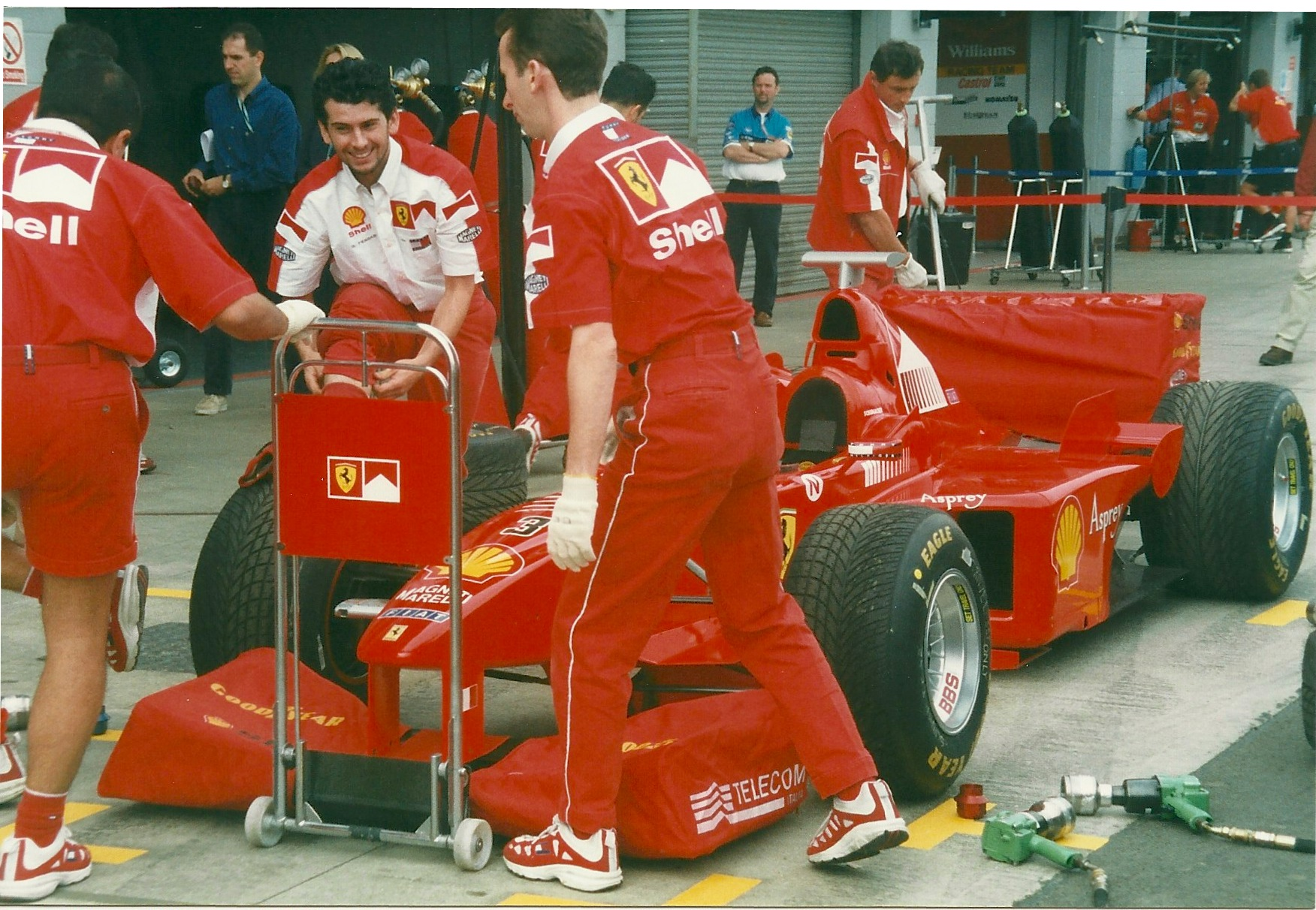
1998年イギリスGPにて

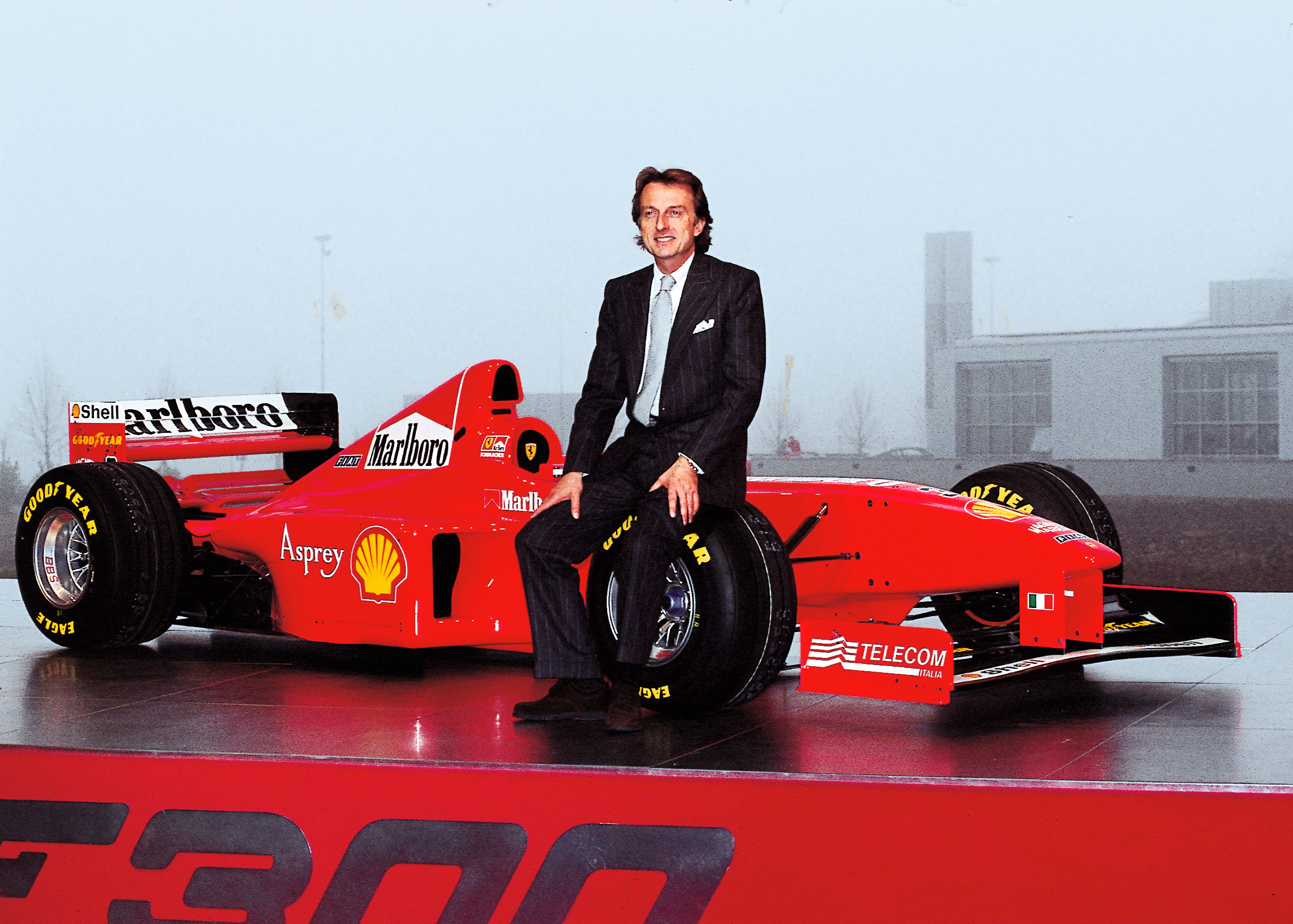

開幕戦オーストラリアGPのミハエル・シューマッハはエンジントラブルで序盤にリタイア、エディ・アーバインはMP4-13の2台に周回遅れとなる、最悪の出だしとなった。だが、これ以外のリタイアに繋がるメカニカルトラブルは、第12戦ハンガリーGPでのアーバインのギアボックスのみで、信頼性はきわめて高かった。そしてフェラーリは、空力を中心に毎戦開発を重ねて戦闘力をアップし続け、マクラーレンを追撃していく。
第2戦ブラジルGPではシューマッハが3位に入るものの、ワンツーのマクラーレン勢に1分もの大差をつけられた。
第3戦アルゼンチンGPでは、ブリヂストンが開幕戦から投入した幅広フロントタイヤに対抗すべく、グッドイヤーが持ち込んだ幅広タイヤとF300のマッチングが決まり、シーズン初優勝。その後、フロントウィングは毎戦ごとに改良したものが持ち込まれる。
第4戦サンマリノGPではサイドウイング（通称：Xウィング）を取り付け、第5戦スペインGPでは上方排気システムを投入、第8戦フランスGPではディフューザーを変更、高速サーキットで開催される第11戦ドイツGP、第13戦ベルギーGP、第14戦イタリアGPではロングホイールベース仕様の専用シャーシを使用した。地元イタリアGPでバージョンアップしたエンジン（Tipo047C）は、予選では800馬力（17,600rpm）を発生していたとも云われ、これまでの信頼性を維持しながら、MP4-13が搭載するメルセデスベンツエンジンを凌ぐパフォーマンスを発揮し、優勝に貢献した。
第15戦ルクセンブルクGPではスタートシステムを変更、前後の空力バランスのさらなる追求のためにフロントウィングを後退翼に変更、そして重量バランスをとる為にタングステン製のディスクをコクピット下に搭載するという興味深いシステムも採用された。最終戦日本GP前の4週間は、タイヤの開発、クラッチのプログラム変更、デファレンシャルの改良に当てられている。
戦略はシューマッハへ注力する他、第2戦ブラジルGPではジャン・トッドが、MP4-13の「ブレーキ・ステアリング・システム」の使用禁止をFIAに訴えて認められるなど政治的な活動も行い、総力で戦っていた。
これらを結集し、第7戦カナダGP、第9戦イギリスGP、第12戦ハンガリーGPなどで見事な勝利を収め、タイトル争いをしてきたが、チャンピオンシップポイント争いで逆転の可能性があった第10戦オーストリアGP、第13戦ベルギーGP、第15戦ルクセンブルクGPで勝利を逃したことにより、結果的にドライバーズタイトルをミカ・ハッキネンに、コンストラクターズタイトルをマクラーレンに、奪われてしまった。

## スペック

### シャーシ
- シャーシ名 F300 (649)
- 全長 4,340 mm
- 全幅 1,795 mm
- 全高 961 mm
- ホイールベース 2,953 mm（ドイツGP、ベルギーGP、イタリアGPのみ3,083mm）
- 前トレッド 1,450 mm
- 後トレッド 1,405 mm
- クラッチ ザックス・AP
- ブレーキキャリパー ブレンボ
- ブレーキディスク・パッド カーボンインダストリー
- ホイール BBS
- タイヤ グッドイヤー
- ギアボックス 7速＋リバース1速セミオートマチック/チタン製ケーシング
- 重量 605kg

### エンジン
- エンジン名 Tipo047
- 気筒数・角度 V型10気筒・80度
- 排気量 2,998.3cc
- 最高回転数 17,100rpm（予選時17,500rpm）
- 最大馬力 755馬力
- スパークプラグ チャンピオン
- 燃料・潤滑油 シェル

## 記録
- 太字はポールポジション、斜字はファステストラップ。(key)

| 年   | No. | ドライバー             | 1   | 2   | 3   | 4   | 5   | 6   | 7   | 8   | 9   | 10  | 11  | 12  | 13  | 14  | 15  | 16  | ポイント | ランキング |
| 年   | No. | ドライバー             | AUS | BRA | ARG | SMR | ESP | MON | CAN | FRA | GBR | AUT | GER | HUN | BEL | ITA | LUX | JPN | ポイント | ランキング |
| ---- | --- | ---------------------- | --- | --- | --- | --- | --- | --- | --- | --- | --- | --- | --- | --- | --- | --- | --- | --- | -------- | ---------- |
| 1998 | 3   | ミハエル・シューマッハ | Ret | 3   | 1   | 2   | 3   | 10  | 1   | 1   | 1   | 3   | 5   | 1   | Ret | 1   | 2   | Ret | 133      | 2位        |
| 1998 | 4   | エディ・アーバイン     | 4   | 8   | 3   | 3   | Ret | 3   | 3   | 2   | 3   | 4   | 8   | Ret | Ret | 2   | 4   | 2   | 133      | 2位        |